# Ibrahim Al-Hassan
Ibrahim Mohammed Al-Hassan (in arabo ابراهيم محمد علي‎?; 26 ottobre 2005) è un calciatore qatariota, centrocampista del Calahorra, in prestito dall'Al-Rayyan, e della nazionale qatariota.

## Carriera

### Nazionale
Esordisce con la nazionale maggiore il 6 giugno 2024, nella partita contro l'Afghanistan valevole per la qualificazione ai Mondiali 2026.

## Statistiche

### Cronologia presenze e reti in nazionale
| Cronologia completa delle presenze e delle reti in nazionale ― Qatar | Cronologia completa delle presenze e delle reti in nazionale ― Qatar | Cronologia completa delle presenze e delle reti in nazionale ― Qatar | Cronologia completa delle presenze e delle reti in nazionale ― Qatar | Cronologia completa delle presenze e delle reti in nazionale ― Qatar | Cronologia completa delle presenze e delle reti in nazionale ― Qatar | Cronologia completa delle presenze e delle reti in nazionale ― Qatar | Cronologia completa delle presenze e delle reti in nazionale ― Qatar |
| Data                                                                 | Città                                                                | In casa                                                              | Risultato                                                            | Ospiti                                                               | Competizione                                                         | Reti                                                                 | Note                                                                 |
| -------------------------------------------------------------------- | -------------------------------------------------------------------- | -------------------------------------------------------------------- | -------------------------------------------------------------------- | -------------------------------------------------------------------- | -------------------------------------------------------------------- | -------------------------------------------------------------------- | -------------------------------------------------------------------- |
| 6-6-2024                                                             | Al-Hasa                                                              | Afghanistan                                                          | 0 – 0                                                                | Qatar                                                                | Qual. Mondiali 2026                                                  | -                                                                    | 74’                                                                  |
| 11-6-2024                                                            | Doha                                                                 | Qatar                                                                | 2 – 1                                                                | India                                                                | Qual. Mondiali 2026                                                  | -                                                                    |                                                                      |
| 5-9-2024                                                             | Al Rayyan                                                            | Qatar                                                                | 1 – 3                                                                | Emirati Arabi Uniti                                                  | Qual. Mondiali 2026                                                  | 1                                                                    | 62’                                                                  |
| 10-9-2024                                                            | Vientiane                                                            | Corea del Nord                                                       | 2 – 2                                                                | Qatar                                                                | Qual. Mondiali 2026                                                  | -                                                                    | 36’ 46’                                                              |
| 10-10-2024                                                           | Al Rayyan                                                            | Qatar                                                                | 3 – 1                                                                | Kirghizistan                                                         | Qual. Mondiali 2026                                                  | 1                                                                    | 75’                                                                  |
| 15-10-2024                                                           | Teheran                                                              | Iran                                                                 | 4 – 1                                                                | Qatar                                                                | Qual. Mondiali 2026                                                  | -                                                                    | 65’                                                                  |
| 14-11-2024                                                           | Doha                                                                 | Qatar                                                                | 3 – 2                                                                | Uzbekistan                                                           | Qual. Mondiali 2026                                                  | -                                                                    | 87’                                                                  |
| 19-11-2024                                                           | Abu Dhabi                                                            | Emirati Arabi Uniti                                                  | 5 – 0                                                                | Qatar                                                                | Qual. Mondiali 2026                                                  | -                                                                    | 46’                                                                  |
| Totale                                                               |                                                                      | Presenze                                                             | 8                                                                    |                                                                      | Reti                                                                 | 2                                                                    |                                                                      |